# Cejlon na Letnich Igrzyskach Olimpijskich 1960
Cejlon na Letnich Igrzyskach Olimpijskich 1960 reprezentowało 5 mężczyzn. Startowali w boksie, kolarstwie,                                                  lekkoatletyce i pływaniu.
Był to czwarty start reprezentacji Cejlonu na letnich igrzyskach olimpijskich. 

## Skład kadry

### Boks
Mężczyźni
- Mohandas Liyanage Sumith - waga piórkowa - 17. miejsce
- Weerakoon Dharmasiri - waga półśrednia - 17. miejsce

### Kolarstwo
Mężczyźni
- Maurice Coomarawel - wyścig indywidualny ze startu wspólnego - nie ukończył

### Lekkoatletyka
Mężczyźni
- Linus Diaz - maraton - 39. miejsce

### Pływanie
Mężczyźni
- Tony Williams - 200 metrów st. klasycznym - odpadła w eliminacjach